# Посёлок имени Кирова (Труновский район)
И́мени Ки́рова (им. Кирова) — посёлок в Труновском муниципальном округе Ставропольского края России.

## География
Расстояние до краевого центра: 55 км.
Расстояние до районного центра: 21 км.

## История
Посёлок основан 29 октября 1934 года.
Под названием «Посёлок Центральной усадьбы совхоза имени Кирова» впервые упоминается в справочных материалах за 1939 год. На тот момент населённый пункт входил в состав Кугультинского сельсовета (с центром в селе Кугульта):173.
19 января 1943 года посёлок был освобождён от гитлеровских захватчиков:175.
До 16 марта 2020 года посёлок был административным центром упразднённого Кировского сельсовета.

## Население
| 1989 | 2002  | 2010  | 2014  | 2019  | 2020  | 2021  |
| ---- | ----- | ----- | ----- | ----- | ----- | ----- |
| 1414 | ↗1632 | ↗1717 | ↘1700 | ↗1797 | ↘1759 | ↘1438 |

По данным переписи 2002 года, 96 % населения — русские.

## Инфраструктура
- Культурно-досуговое объединение «Исток»[13]
- Сквер Пограничников. 2011 год[источник не указан 2105 дней]
- Открытое кладбище площадью 11 696 м² (расположено к северо-западу от посёлка)[14]

## Образование
- Детский сад № 8 «Огонёк»[15]
- Средняя общеобразовательная школа № 4[16]

## Экономика
- Совхоз имени Кирова[17]. Образован 29 октября 1930 года как зерновой совхоз С. М. Кирова[18] (по другим данным в 1931 году[19])
- ООО «Хлебное». Образовано 29 ноября 1993 года как пекарня и мельница совхоза им. Кирова[20]

## Русская православная церковь
- Храм пророка Илии[21]

## Памятники
- Памятник С. М. Кирову. 1954 год[22]
- Памятник погибшим в годы Великой Отечественной войны 1941—1945 гг. 1974 год[23]
- Памятный знак в честь основания совхоза им. Кирова. 1975 год[24]